# Thesiastes debilis
Thesiastes debilis är en skalbaggsart som först beskrevs av Leconte 1878.  Thesiastes debilis ingår i släktet Thesiastes och familjen kortvingar. Inga underarter finns listade i Catalogue of Life.